# 四つの基本原則
四つの基本原則（よっつのきほんげんそく）は、中華人民共和国において、中国共産党が守らなければならない最重要の政治路線である。1973年3月に鄧小平が中央理論工作会議で提唱し、1982年に中華人民共和国憲法の前文にも明記されたものである。

## 概要
以下を「四つの基本原則」として堅持しなければならないとされる。
1. 社会主義の道
2. 人民民主主義独裁
3. 中国共産党の指導
4. マルクス・レーニン主義、毛沢東思想

## 鄧小平と同原則
1950年代後半の大躍進政策以降、中国は短期の内に共産主義社会へ移行することを目指して革命建設を推進してきたが、プロレタリア文化大革命が終結した後の1978年末に開催された中国共産党の11期3中全会で、こうした方針は極左路線と批判された。同会議以降、党は急進的な革命路線から穏健な経済建設路線へと転換し、国内経済の活性化と対外開放に重点をおいた「改革開放」政策を推進した。この政策により同時に、民主化要求も高まることになる。1978年秋の「民主の壁」が代表例であるが、その中には、当時『探索』誌の編集長であった魏京生による「第五の近代化＝政治的民主化」を求める主張のように、共産党独裁体制そのものに抵触する内容も少なくなかった。このとき鄧小平は、積極的に思想の開放を呼び掛けたため、彼らは鄧小平待望論を強めていた。11期3中全会を通じて、鄧の台頭は現実のものとなっていただけに、民主化への期待も膨れ上がっていたのである。しかし、1979年3月に入ると、まさにその鄧の号令により、この民主化要求は弾圧・封じ込めにあった。1月より開かれていた中共中央理論工作会議の締めの会議において、鄧は「四つの近代化」のためには「四つの基本原則」を堅持しなければならないと力説したのである。鄧はここで民主化を要求する人々を社会主義、共産党指導の転覆を図る「反革命分子、悪質分子」と露骨に非難し、断固とした態度が必要であると主張した。この提起は、一方で鄧自身が華国鋒党主席を追い落とす過程で党内基盤を固めるために、民主化に不安感を抱く党内左派、中間派を取り込むという政治的配慮が見え隠れしている。しかし他方、鄧自身のプラグマティックな信念として、経済建設を進めていくには政治的安定が不可欠であり、中国では党の指導、核心思想の安定が重要であるという強い認識があった。

## 中国の近代化と同原則
1987年の第13回党大会では、硬直化した計画経済体制を改革するため、市場経済の利点を導入することを認めたが、市場経済への移行を容認するまではいたらず、みずからの経済体制を「社会主義商品経済」と定義するにとどめた。しかし同時に、それが社会主義の初期段階であることを認め、多元的な価値観、所有制を容認し、政治体制の改革に着手した。ところが政治改革の進展に合わせるようにして、一般の市民、知識人、学生による民主化要求運動が高揚すると、これを抑制しようとする政府との間でしばしば騒乱が起きるようになっていった。1989年春には北京で学生を中心とする民主化運動が、一般市民を巻き込んで、首都を揺るがす騒乱へと発展した。6月には政府は戒厳令を出して武力による鎮圧を行い（天安門事件）、以降民主化運動を力で押さえ込んだ。1989年には東ヨーロッパの社会主義諸国が相次いで崩壊し、1991年にはソ連も解体された。このような歴史環境の下、中国が現在もなお社会主義の原則にこだわっているのは、社会主義の放棄は一党独裁制体制の否定につながり、急激な政治体制の転換が社会的混乱を招いた東ヨーロッパや旧ソ連の教訓に学んでのことと言われている。党規約の総鋼は、この点につき以下のように指摘する。
「社会主義の道を堅持し、人民民主主義独裁を堅持し、中国共産党の指導を堅持し、マルクス・レーニン主義と毛沢東思想を堅持するという4つの基本原則は、われわれの立国の基本である。社会主義現代化建設全過程において、4つの基本原則堅持し、ブルジョア的自由化に反対しなければならない」。

## 同原則と憲法
1982年に制定され、その後4度の修正を経た中華人民共和国憲法（現行憲法）において、その前文第7段第4文にも「中国の諸民族人民は、引き続き中国共産党の指導のもと、マルクス・レーニン主義、毛沢東思想、鄧小平理論および"三つの代表"の重要思想に導かれ、人民民主主義独裁を堅持し、社会主義の道を堅持し」と明記されている。

## その後の展開
前述1989年の天安門事件の際は、特に強調された。2001年の中華人民共和国労働組合法の改正の際、「工会」は同原則を堅持しなければならないと明記された。2011年7月の中国共産党創立90周年の記念式典でも、胡錦濤党総書記が重要講話の中で堅持すべき原則として強調した。